# Liniers: el trazo simple de las cosas
Liniers: el trazo simple de las cosas es un documental argentino de 2010. Fue filmado en Buenos Aires y en Montreal con el apoyo del INCAA. Estuvo nominado entre los cinco mejores documentales del año por la Academia de Artes y Ciencias Cinematográficas de la Argentina para los Premios Sur, compuso la terna a Mejor Guion Cinematográfico Documental de los Premios Argentores 2011, ganó el 1.er Premio al Mejor largometraje Documental del Festival de Cine de San Juan y formó parte de la Competencia Oficial de los Festivales de Cine de La Habana, Málaga, Toulouse, Leipzig, El Cairo, Olot (Catalunya) y MARFICI entre otros. El 26 de abril de 2012, se estrenó en Nueva York, en el Instituto Cervantes.
La película se estrenó en Argentina el 3 de junio de 2010 de modo muy limitado en cuatro cines, vendiendo más de 250 boletos en su primera semana de proyección (Computado por Ultracine en un solo cine). Luego, permaneció ocho semanas en cartel. Más tarde se viralizó en su versión en línea, logró más de 80.000 visionados en http://www.cinemargentino.com/films/914988579-liniers-el-trazo-simple-de-las-cosas y   https://www.odeon.com.ar/INCAA/produccion/1401

## Sinopsis
Esta es una película sobre Liniers, uno de los más jóvenes y talentosos dibujantes de historietas argentino. Es un documental sobre la dificultad de la hoja en blanco, los encuentros y los periplos. Pero por sobre todas las cosas, es una película sobre la manera en que un artista enfrenta día a día la creación.  Su construcción lúdica le permite a la directora indagar sobre su propia poética en el seno mismo de su obra y aprender en la misma medida, aunque para ello tenga que ceder el control –la cámara– y aventurarse a lo desconocido.

## Recepción

### Crítica

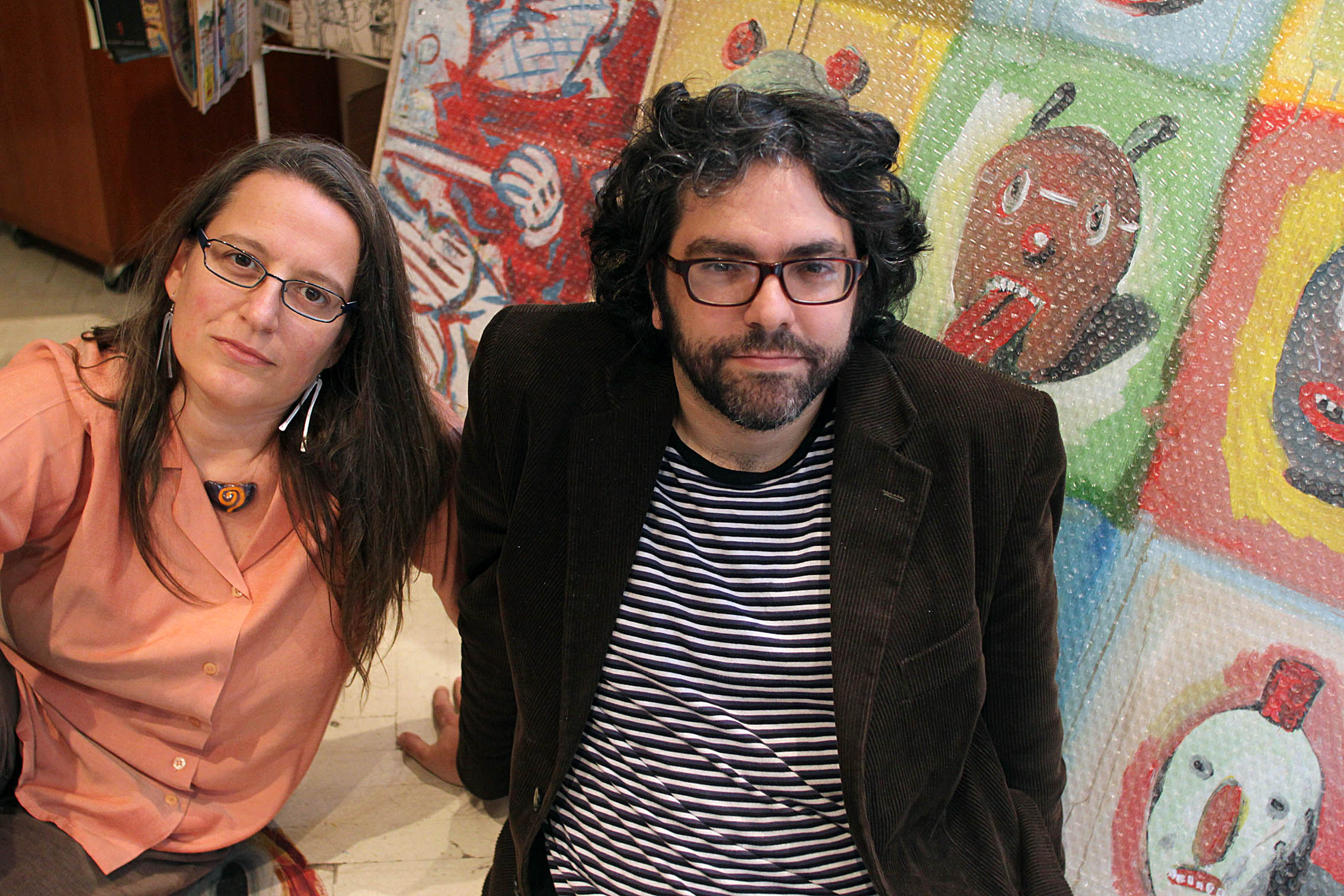
La directora, Franca González y el protagonista Ricardo "Liniers" Siri

Liniers: el trazo simple de las cosas recibió críticas positivas por parte de la crítica especializada. El portal Todas Las Críticas le da a la película una calificación de 60/100 basado en cinco críticas con una aprobación de 66%. IMDb en tanto le puso un 7/10 al documental.
 (enlace roto disponible en Internet Archive; véase el historial, la primera versión y la última). Dossier de Prensa y TODAS LAS CRITICAS que recibió "Liniers, el trazo simple de las cosas". https://drive.google.com/file/d/0B7s5x7eZJccbMjNnNHZvaUpkVW8/edit (enlace roto disponible en Internet Archive; véase el historial, la primera versión y la última).

### Taquilla
En su primera semana, con una sala computada, la película vendió 181 entradas, quedando en el puesto 35 según Ultracine, su segunda semana ocupó 244 entradas. Al finalizar su carrera comercial, el filme acabó con alrededor de 1250 entradas. En su estreno se proyectó en el Arteplex Belgrano, Arte Cinema, MALBA y en el Espacio INCAA La Máscara. También se proyectó en Nueva York el 26 de abril del 2012 en el Instituto Cervantes, en España en mayo del 2011 en la Fundación Euroárabe de Altos Estudios en Granada y en Córdoba en el mismo mes y año por Cineclub La Quimera. A fines de marzo del 2012 se preestrenó en dos cines de Santiago de Chile, mientras que en julio del mismo año se estrenó en Brasil en San Pablo.

## Edición en DVD
El DVD fue editado por Cine Ojo e INCAA, y se estrenó el 11 de julio de 2011 de forma limitada, con un total de 500 ejemplares en dos tiendas limitadas de DVD, luego tuvo su estreno en Yenny y El Ateneo. En su primer día de estreno, en su primera hora, vendió 7 ejemplares.

## Festivales, Premios y reconocimientos
- Premio Sur de la Academia de Artes y Ciencias Cinematográficas de la Argentina. Nominado entre los 5 mejores films documentales del año 2010
- Premios Argentores 2011. Nominado entre los 3 mejores guiones cinematográficos de largometrajes documentales estrenados en 2010 en Argentina
- Festival Cine Documental y Artes Visuales San Juan 2010. Primer Premio al Mejor Largometraje Documental
- 32º Festival Internacional del Nuevo Cine Latinoamericano de La Habana. Competencia Oficial Sección Documental
- 14º Festival de Cine de Málaga. Competencia Oficial Sección Documental
- TOULOUSE Rencontres Cinémas d'Amérique Latine 2011, Competencia Oficial Sección Documental
- 5º Argentinische Filmtage - Muestra de cine Argentino en Leipzig, Alemania 2011
- VII Festival Internacional de Cine Independiente de Mar del Plata. MARFICI 2011. Competencia Internacional de Documentales
- Caravana de Cine Árabe Hispanoamericano 2011. España, México, Colombia, Perú, Egipto, Beirut, Yemen
- Artes.DOCS 2011. 1º Encuentro Internacional de Documentales de Artes de México"Liniers, el trazo simple de las cosas" (201). Largometraje documental de Franca Gonzalez

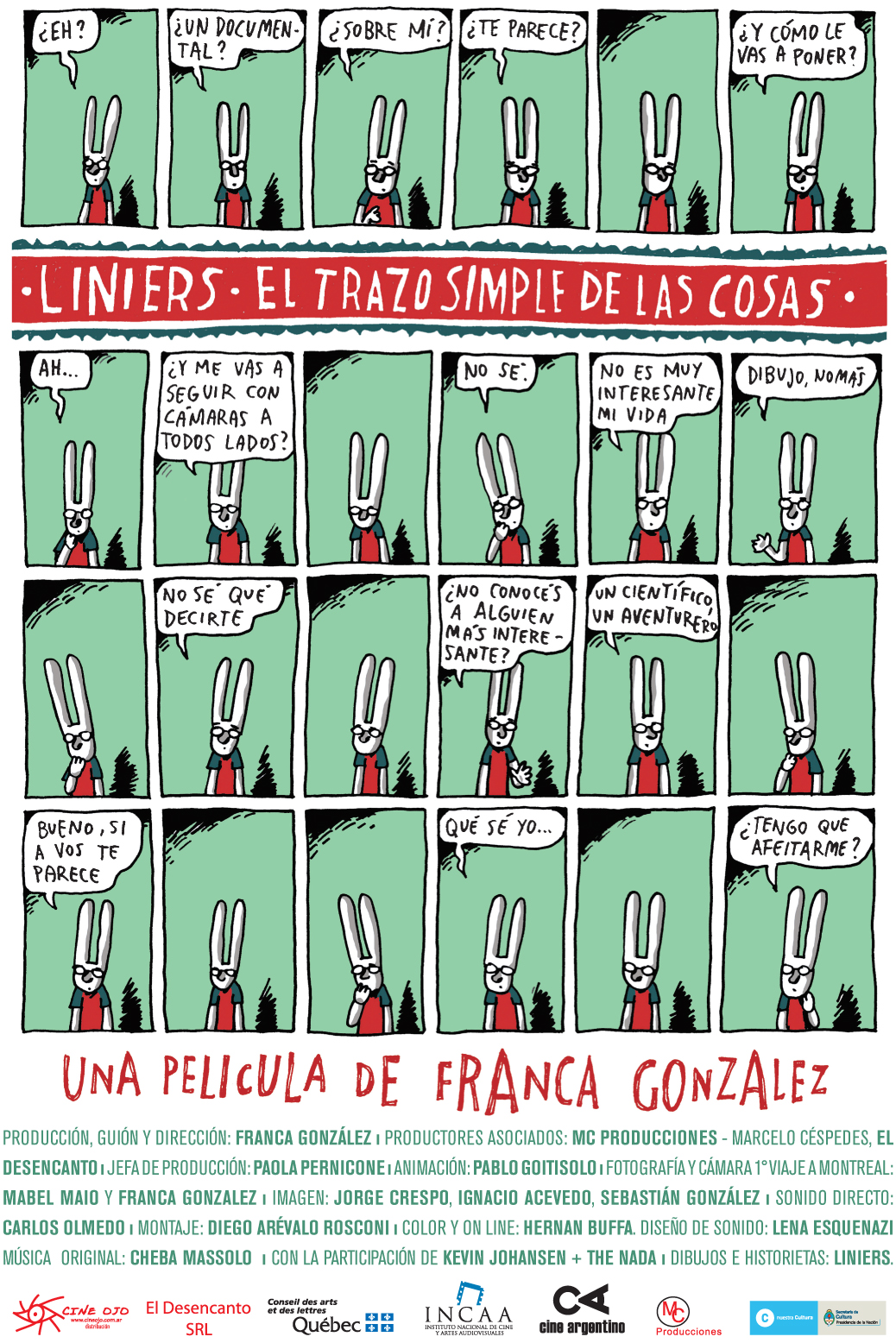
[http://francagonzalez.wix.com/documentales "Liniers, el trazo simple de las cosas" (201). Largometraje documental de Franca Gonzalez

- 5º Festival Internacional de Cine realizado por Mujeres. FemCine. Santiago de Chile. 2012
- Mostra Internacional de Documentales “Olot.doc 2012” Girona, Catalunya, España
- 7º Semana de Cine Nacional Lapacho 2010 (Chaco, Argentina)
- Festival Tucumán Cine 2010 Festival Nacional de Cine Documental MENDOC 2011. (Mendoza, Argentina)
- Ventana Sur Films 2010. Selección Mercado de Documentales terminados 2010
- Doc Bs.As 2009 - Work in progress
- Film Seleccionado por el Instituto Cervantes de España para su estreno en la ciudad de Nueva York. 26 de abril de 2012